# Чевкино
Чевкино — деревня в Спасском районе Рязанской области. Входит в Исадское сельское поселение

## География
Находится в центральной части Рязанской области на расстоянии приблизительно 4 км на юг-юго-восток по прямой от районного центра города Спасск-Рязанский на правобережье Оки.

## История
Отмечалась еще на карте 1840 года как поселение с 20 дворами. На карте 1850 года показано как поселение с 24 дворами. В 1859 году здесь (тогда деревня Спасского уезда Рязанской губернии) было учтено 26 дворов, в 1897 — 69.

## Население
Численность населения: 217 человек (1859 год), 557 (1897), 16 в 2002 году (русские 100 %), 13 в 2010.